# Miriam Shaded

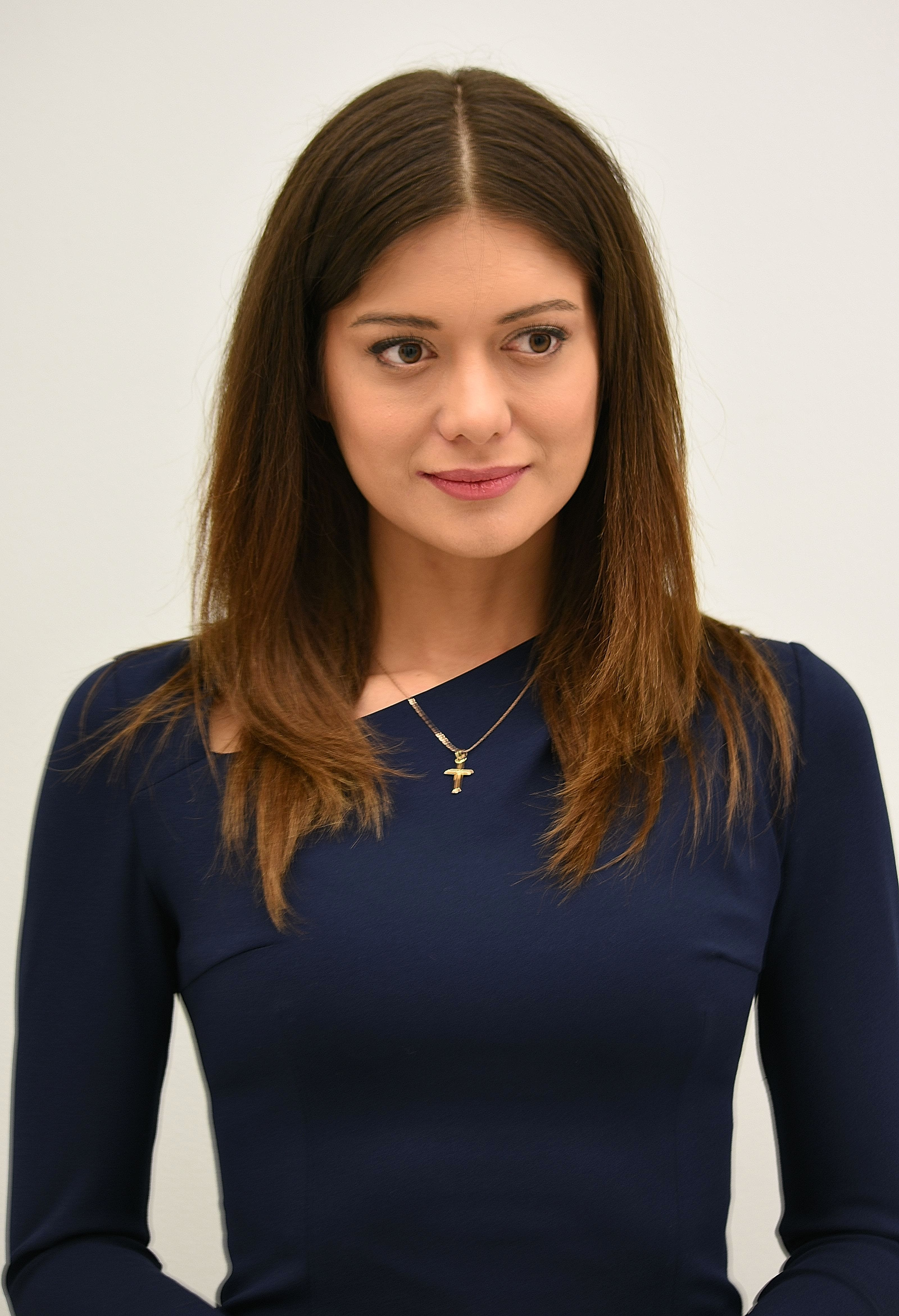
Miriam Shaded (2016)

Miriam Shaded (* 29. Juni 1986 in Warschau) ist eine polnische Menschenrechtsaktivistin und Islamkritikerin. Sie ist Vorsitzende der Estera-Stiftung, die im Jahre 2014 als Reaktion auf die humanitäre Krise und die Verfolgungen der Christen in Syrien gegründet wurde. Sie hat ohne staatliche Hilfen 174 christliche Familien aus Syrien nach Polen gebracht.

## Leben
Shaded wurde in einer polnisch-syrischen Familie in Warschau als die Jüngste von sieben Geschwistern geboren. Ihre Mutter ist Polin, ihr Vater, Moner Shaded, ist gebürtiger Syrer, der als evangelischer Christ in den 1970er Jahren nach Polen ausgewandert war. Heute ist er Pastor einer Presbyteranerkirche in Warschau. Shaded hatte evangelische Theologie studiert und später eine Zeit lang im Bereich der Informatik gearbeitet, bevor sie sich ab 2014 zunehmend der Tätigkeit in ihrer Stiftung zuwandte.
Shaded kandidierte 2015 bei den polnischen Parlamentswahlen für den Sejm als Kandidatin für die nationalliberale Partei KORWiN. In ihrem Warschauer Wahlkreis bekam sie 3644 Stimmen. Dies war das zweitbeste Ergebnis der Partei nach dem von Parteigründer und Spitzenkandidat Janusz Korwin-Mikke. Mit insgesamt 4,76 % der Wählerstimmen verpasste die KORWiN-Partei jedoch die 5%-Hürde und somit letztlich den Einzug in den Sejm.
Sie setzt sich für eine Intensivierung der Hilfen für Christen ein, die im Nahen Osten Verfolgungen ausgesetzt sind. Zu diesem Zweck startete sie Anfang 2016 einen internationalen Youtube-Kanal, in dem ihre medialen Auftritte aus der polnischen Sprache in Deutsch und Englisch übersetzt werden.
Shaded erschien im März 2016 auf der Titelseite des polnischen Wochenmagazins Wprost, in dem sie in einem Interview ein Verbot der Ausübung des islamischen Glaubens in Polen forderte.

## Trivia
Shaded nahm an dem Schönheitswettbewerb Miss Egzotica 2015 teil, das jährlich für Polinnen mit Migrationshintergrund stattfindet. Vor dem Finale des Wettbewerbs zog sie sich jedoch zurück, um der Seriosität ihrer politischen Ambitionen nicht zu schaden.